# Hermes (Heiliger)

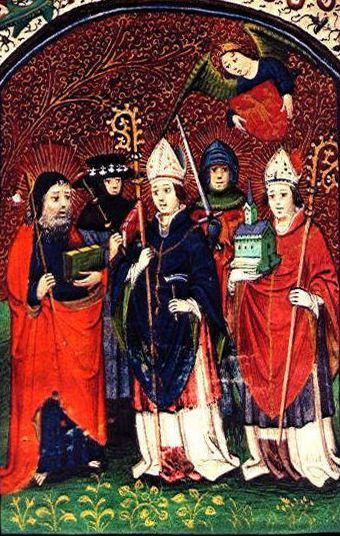
Der heilige Hermes in einem Predigtbuch aus der Mitte des 15. Jahrhunderts

Hermes († um 115 in Rom) war ein christlicher Märtyrer und Heiliger.
Der Legende nach war Hermes ein Stadtpräfekt von Rom, der mit seiner gesamten Familie von Bischof Alexander I. zum Christentum bekehrt worden sei. Unter Kaiser Trajan sei er dann, ebenso wie Alexander, ins Gefängnis geworfen worden. Im Beisein des Wärters Quirinus, der später ebenfalls heiliggesprochen wurde, sei dem Hermes dann in seiner Zelle der Bischof Alexander ohne Fesseln und begleitet von einem Engel erschienen, um ihn in seinem Glauben zu stärken. Bald darauf sei Hermes dann von einem Richter Aurelianus enthauptet worden. Bestattet wurde Hermes in einer Katakombe der Bassilla an der Via Salaria Vetus; diese Katakombe wurde später nach ihm „Ermete“ genannt.

## Verehrung
Gedenktag des Heiligen ist in der katholischen Kirche der 28. August. Bereits im Jahr 354 wird ein Fest zu seinen Ehren erwähnt. Damasus I. ließ in der 2. Hälfte des 4. Jahrhunderts das Grab mit Inschriften schmücken und errichtete darüber oder in seiner Nähe eine halbunterirdische Basilika, die unter Pelagius II. gegen Ende des 6. Jahrhunderts vergrößert wurde. Die Gebeine des Hermes sollen dann von Gregor IV. im Jahr 829 in die Kirche St. Markus übertragen worden sein. Abt Eginhard von Seligenstadt berichtet, dass im Jahr 830 Reliquien des Heiligen Hermes in die Abtei seiner Heimatstadt gebracht worden seien. Eine weitere Übertragung nach Kornelimünster bei Aachen wird für 851 berichtet, wo die Reliquien aber nur kurze Zeit blieben. Seit 860 befinden sie sich mit einigen Unterbrechungen in der Basilika St. Hermes im belgischen Ronse. Weitere Reliquien befinden sich in Santa Maria Maggiore, in St. Alexius in Rom, sowie in St. Adalbert in Aachen, in St. Gereon in Köln, im früheren Kloster Hersfeld und an weiteren Orten.